# José Rodrigues Dos Santos

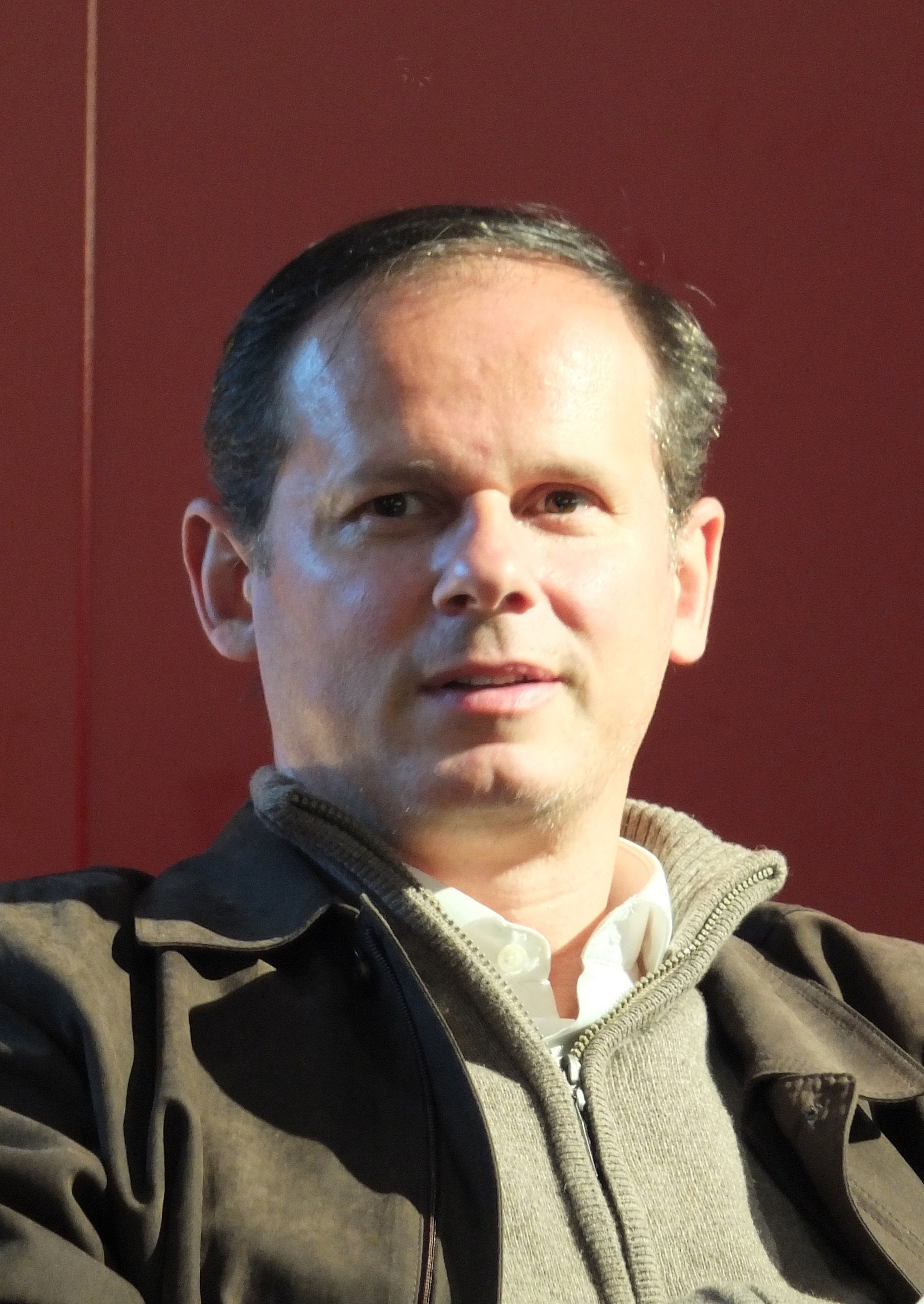
José Rodrigues Dos Santos

José Rodrigues Dos Santos (16 april 1964) is een Portugese journalist, schrijver en professor communicatiewetenschappen aan de Universiteit van Lissabon.
Hij wordt beschouwd als een van de populairste auteurs van Portugal. Tot op heden schreef deze auteur 10 boeken in uiteenlopende genres. Het verhaal, de opbouw en het plot kunnen vergeleken worden met die van Dan Brown. In het Nederlands zijn slechts 3 boeken uitgegeven waaronder, 'De Godsformule', 'Het zevende zegel' en 'De wraak van God'.
Het zevende zegel uit 2007 dat de lezer bewust maakt van de olieschaarste en de gevolgen daarvan werd reeds in 9 verschillende talen vertaald.
Rodrigues Dos Santos is al jarenlang nieuwslezer van het avondnieuws op de Portugese televisiezender RTP
- Bibsys: 1695616272061
- Biblioteca Nacional de España: XX4862689
- Bibliothèque nationale de France: cb16500988k (data)
- Gemeinsame Normdatei: 132185563
- International Standard Name Identifier: 0000 0001 2331 000X
- Library of Congress Control Number: no2006031857
- Nationale Bibliotheek van Tsjechië: xx0096686
- Nationale bibliotheek van Australië: 43589180
- Nationale Bibliotheek van Israël: 987007395535705171
- Nederlandse Thesaurus van Auteursnamen: 274013061
- Réseau des bibliothèques de Suisse occidentale: 02-A024374265
- Istituto Centrale per il Catalogo Unico: CFIV230141
- Système universitaire de documentation: 127457518
- Virtual International Authority File: 40529511
- WorldCat: E39PBJcWthdVGTwWcTt7yK7WDq